# Antoine de Chabannes (évêque)
Pour les articles homonymes, voir Antoine de Chabannes.
 (octobre 2022).
Si vous disposez d'ouvrages ou d'articles de référence ou si vous connaissez des sites web de qualité traitant du thème abordé ici, merci de compléter l'article en donnant les références utiles à sa vérifiabilité et en les liant à la section « Notes et références ».
Antoine de Chabannes, né vers 1465 et mort en septembre 1535 est un prélat français du XVIe siècle et, évêque du Puy de 1514 à 1535.

## Biographie

### Famille
Membre de la famille de Chabannes, originaire du Limousin,, il est le fils de Geoffroy de Chabannes, chevalier, seigneur de Charlus conseiller et chambellan du roi, sénéchal de Rouergue et de Charlotte de Prie. Il est le frère cadet du maréchal de France Jacques II de Chabannes de La Palice.

### Carrière ecclésiastique
Antoine de Chabannes fit sans doute ses études théologiques en Sorbonne à la Faculté de théologie de Paris.
Il commence sa carrière ecclésiastique vers 1494 comme prieur de l'église Saint-Martin d'Ambierle, de même comme prieur au monastère du Saint-Sépulcre du Moustier de Jaligny-sur-Besbre, etc.. Il devint en 1512 le 24e Abbé commendataire à l'abbaye de Cruas en Vivarais tout en occupant les fonctions de Protonotaire apostolique auprès du Saint-Siège. Deux ans plus tard, il fut nommé Chanoine auprès du chapitre de la cathédrale du Puy en Velay, et est élu le 79e évêque du Puy le 12 juillet 1514 grâce à l'appui du roi. Il fut nommé en 1516 chanoine-comte du Velay, chanoine de la cathédrale de Clermont-Ferrand en 1529 et doyen du chapitre à la basilique d'Orcival en Auvergne.
En 1523, il est arrêté par ordre de François Ier, comme complice du connétable de Bourbon. Il est conduit prisonnier en Pierre-Encise, puis à Paris. Son innocence reconnue, Il rentre en grâce et peut reparaître à la cour. Il put présider le jubilé du Puy-en-Velay le 25 mars 1524. En 1533, il reçoit le roi François Ier en pèlerinage au Puy.
Il fit effectuer plusieurs réparations à la cathédrale du Puy.